# 北海道道93号知床公園線
北海道道93号知床公園線（ほっかいどうどう93ごう しれとここうえんせん）は、北海道斜里郡斜里町内を結ぶ道道（主要地方道）である。冬期通行止め区間がある。

## 概要

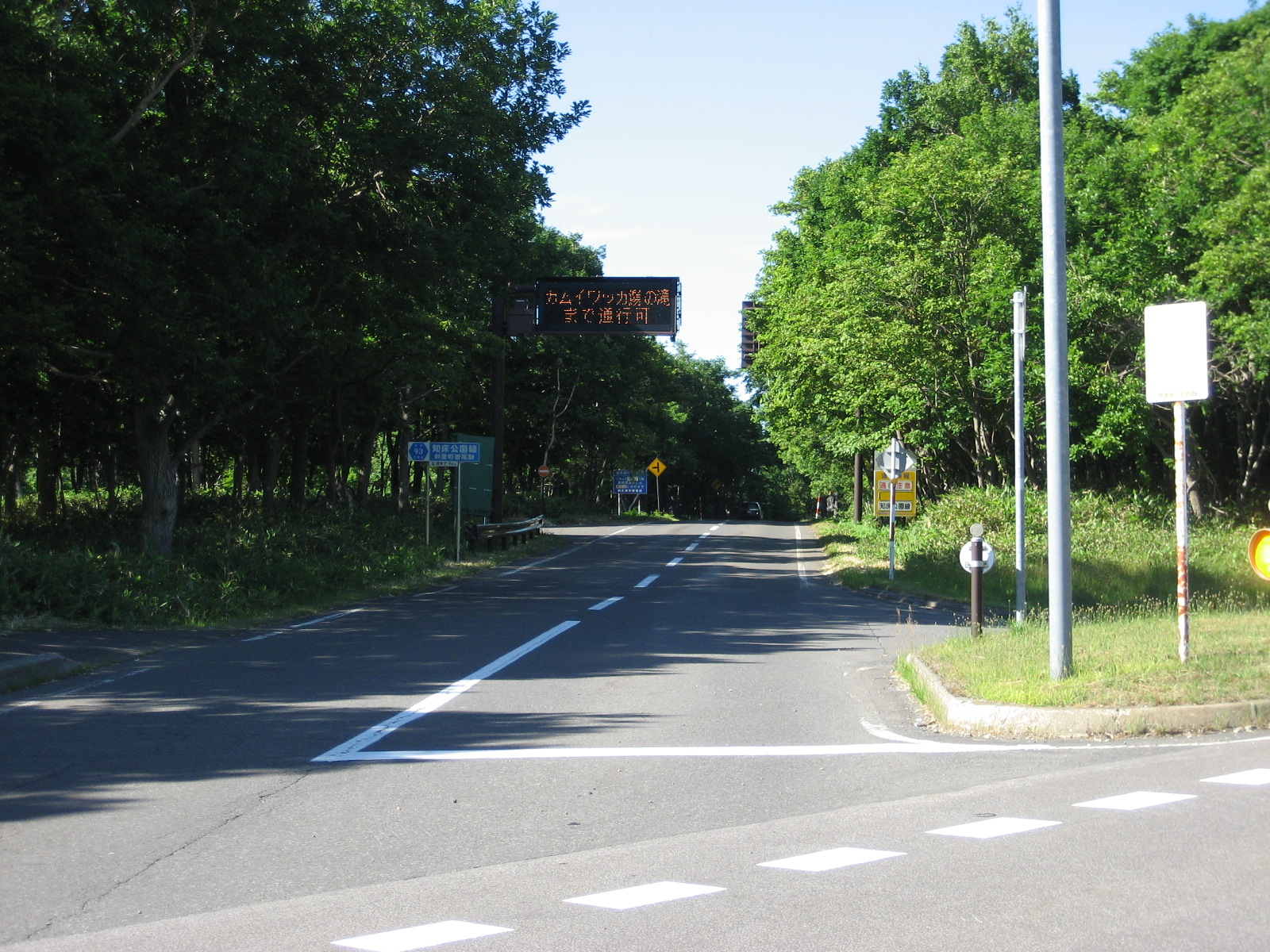
終点の様子

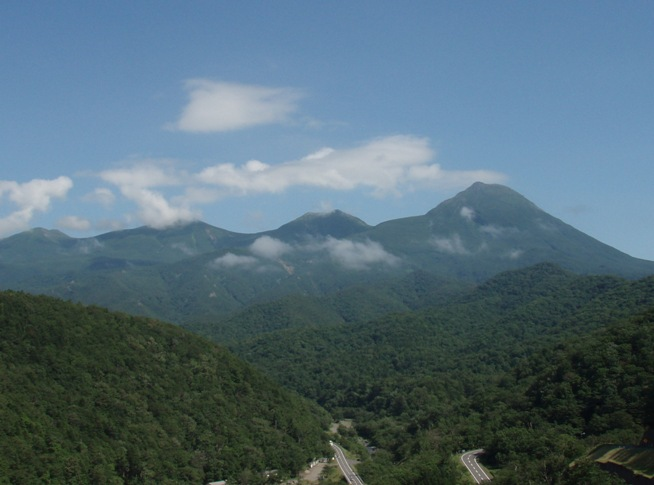
同線から見る知床半島の火山群
右端が羅臼岳

知床半島の先端方向に向かう路線であるが、知床五湖分岐から先は未改良の未舗装区間となり通行には注意が必要。
夏期、一般車は通行止めとなり、シャトルバスが運行される。

### 路線データ
- 起点：北海道斜里郡斜里町大字遠音別村字岩尾別（知床大橋）
- 終点：北海道斜里郡斜里町大字遠音別村字岩尾別（国道334号交点）
- 総延長：19.958 km[1]
- 実延長：19.945 km[1]
- 重用延長：0.013 km[1]
- 未舗装延長：11.619 km[1]

### 道路管理者
- オホーツク総合振興局 網走建設管理部 斜里出張所

## 歴史
この路線が道道になったのは、1968年（昭和43年）3月30日認定の知床公園斜里線（道道619号）が最初である。ルートの大部分が国道334号へ昇格したのに伴い知床公園斜里線は廃止され、現在の形になった。
- 1976年（昭和51年）8月31日 - 892号として路線認定[2]。
- 1993年（平成5年）5月11日 - 建設省から、道道知床公園線が知床公園線として主要地方道に指定される[3]。
- 1994年（平成6年）10月1日 - 路線番号を93号に変更[4]。

## 路線状況

### 冬期交通規制
- 通行止め
  - 斜里町大字遠音別村（知床大橋） - 斜里町大字遠音別村字岩尾別362（知床五湖ゲート）
区間延長：11.7 km
  - 斜里町大字遠音別村字岩尾別362（知床五湖ゲート） - 斜里町大字遠音別村字岩尾別444（岩尾別橋ゲート）
区間延長：4.2 km

### 道路施設

#### 主な橋梁
- 知床大橋（83 m、硫黄川、斜里町大字遠音別村字岩尾別）

#### 常設型ゲート
- 知床五湖ゲート（斜里町大字遠音別村字岩尾別362）
- 岩尾別橋ゲート（斜里町大字遠音別村字岩尾別444）
- ゲート（斜里町大字遠音別村字岩尾別、終点付近）

## 地理

### 通過する自治体
- オホーツク総合振興局
  - 斜里郡斜里町

### 交差する道路
斜里町
- 国道334号 - 字岩尾別（終点）

### 沿線にある施設など
斜里町
- カムイワッカ湯の滝